# Himerta infuscata
Himerta infuscata là một loài tò vò trong họ Ichneumonidae.